# Al-Gama'at al-Islamiyya
La al-Jamāʿa al-Islāmiyya (Arabo الجماعـة الإسلاميـة, al-Jamāʿa al-Islāmiyya, ossia "Gruppo Islamico" talora traslitterato "all'egiziana" al-Gama'at al-Islamiyya, Jamaat al Islamiya, Al-Gamāʿa al-Islāmiyah ecc.) - è un movimento militante islamista egiziano che viene considerato terrorista dagli Stati Uniti d'America, dall'Unione europea e dal governo egiziano stesso.
Il gruppo - fondato da Nāgiḥ Ibrāhīm (arabo ناجح إبراهيم) - aveva come fine precipuo il rovesciamento del regime egiziano e la sua sostituzione con uno Stato islamico (strategicamente orientato verso la restaurazione di un Califfato), fortemente ispirato cioè ai valori dell'Islam, così come essi vengono interpretati dai fondamentalisti islamici.
ʿOmar ʿAbd al-Raḥmān, considerato il leader spirituale del movimento nel secondo millennio, è deceduto nel 2017 in un carcere federale USA, dove scontava la condanna all'ergastolo per il coinvolgimento nel primo attacco bomba al World Trade Center del 1993. Il gruppo è additato come il responsabile dell'uccisione del presidente egiziano Anwar al-Sādāt nel 1981 e di centinaia di civili, decine di turisti e più di 100 poliziotti egiziani in campagne terroristiche internazionali lungo tutti gli anni novanta del XX secolo. Nel 2003 il gruppo ha rinunciato ad azioni di sangue ma tre anni più tardi è stato accusato d'intrattenere strette relazioni d'alleanza con il principale gruppo terroristico islamista del mondo: al-Qāʿida.

## Storia
Al-Jamāʿa al-Islāmiyya cominciò a operare come organizzazione di protezione dei gruppi militanti studenteschi che s'erano costituiti, come la Jihād Islamica, dopo che la leadership della Fratellanza Musulmana aveva rinunciato alla violenza negli anni settanta del XX secolo.
Nei suoi primi tempi, il gruppo fu essenzialmente attivo nei campus universitari e fu costituito principalmente da studenti universitari. Essi, ad esempio, organizzarono trasporti collettivi alternativi ai mezzi pubblici (notoriamente sovraccarichi di utenti, spesso stipati l'uno sull'altro). Consigliando agli interessati di vestirsi in modo tradizionale e operando una rigida separazione tra i sessi, al fine di evitare contatti fisici che la morale islamica riprova, i suoi dolmūsh al Cairo inaugurarono la linea Embaba (ʿAyn Bābā)-Doqqī-Qaṣr al-ʿAynī, riscuotendo subito un successo notevole, vista non soltanto la ragionevolezza del prezzo richiesto, ma la maggior comodità garantita dal mezzo di trasporto messo a disposizione.
La Jamāʿa guadagnò rapidamente un numero impressionante di simpatizzanti nei campus universitari, anche grazie all'ostentazione della loro integrità morale e alla lotta predicata nei confronti dell'endemica corruzione della pubblica amministrazione, oltre alla loro concreta sollecitudine nei confronti delle classi meno agiate del Paese, riscuotendo persino la simpatia del regime, malgrado la secolarizzazione della società egiziana, dominata in modo strutturale dalla classe militare. Nelle elezioni universitarie tra il 1977 e il 1978, quasi ovunque essa conseguì circa un terzo dei consensi e ciò garantì al movimento un'ampia base politica per poter far progredire le loro battaglie di costume, in grado di mutare però significativamente anche gli orientamenti politici e sociali fino ad allora dominanti: campagna per il recupero dell'abbigliamento tradizionale islamico egiziano per uomini e donne, campagna per l'adozione del "velo" muliebre e campagna per la rigida separazione pubblica tra i sessi. I responsabili delle università pubbliche egiziane (la stragrande maggioranza nel paese) si opposero a tutto ciò, ma non sempre con risultati soddisfacenti.
Dal marzo del 1976 i simpatizzanti della Jamāʿa erano "forza dominante" e nel 1977 "essi avevano il controllo completo delle università e avevano costretto alla clandestinità di fatto le organizzazioni della sinistra politica".
Due manifestazioni mostrarono tutto il successo del loro reclutamento: la prima nella zona di ʿAbīdīn (dove la reggia dei sovrani egiziani era diventata la sede della Presidenza della Repubblica), in occasione delle preghiere collettive pubbliche della "Piccola festa" (la ʿĪd al-fiṭr, o Bayram, alla fine del mese di digiuno espiatorio obbligatorio del mese lunare di Ramadan) e della "Grande festa" (o ʿĪd al-aḍḥā, il 10 Dhu l-Hijja, culmine del rito parimenti cogente del Ḥajj).
Tuttavia la al-Jamāʿa al-Islāmiyya non si limitò al mondo, pur sovraffollato, dei giovani studenti ma cominciò a reclutare adepti anche tra i tanti carcerati delle prigioni egiziane (vari dei quali per motivi politici) e lentamente la strategia del movimento mutò, interessandosi sempre più delle sacche di povertà più accentuate, della gioventù disillusa e sotto-occupata e molto poco istruita. Le sue principali basi di reclutamento e di sostegno non furono più le università ma i sobborghi diseredati delle città e le aree rurali sottosviluppate.
Divenne in breve il movimento di opposizione più ampio espresso dall'Egitto repubblicano. Il che non significa che esso avesse un progetto preciso per combattere il regime al potere che, fino al 1977 pensò di avvalersi di lui per stroncare la sinistra nasseriana e i comunisti.

### Assassinio del Presidente Anwar al-Sādāt nel 1981
L'al-Jamāʿa al-Islāmiyya può essere senz'altro implicata indirettamente nell'assassinio del Presidente egiziano Anwar al-Sādāt nel 1981, eseguito da Khālid al-Islāmbūlī, dipendente direttamente da Ṭalʿat Fuʾād Qāsim.
Karīm Zuhdī, uno dei leader del gruppo, espresse infatti il proprio rammarico per aver cospirato nelle file della Jihād islamica egiziana in merito all'azione che portò all'assassinio di Sādāt. Fu tra i 900 militanti che furono liberati nell'aprile del 2006 dal governo egiziano, a 25 anni di distanza dall'omicidio del Presidente egiziano.

### ʿOmar ʿAbd al-Rahmān
ʿOmar ʿAbd al-Rahmān è il leader spirituale del movimento. È stato accusato di aver partecipato nel 1993 all'attentato esplosivo contro il World Trade Center di New York. Fu arrestato e condannato al carcere a vita per aver condiviso il piano ed aver conseguentemente agito per l'organizzazione dell'attentato che colpì anche uffici delle Nazioni Unite e dell'FBI. Il gruppo islamista minacciò pubblicamente ritorsioni contro le Nazioni Unite se ʿOmar ʿAbd al-Raḥmān non fosse stato rimesso in libertà. Tuttavia il gruppo più tardi ha rinunciato alla violenza e i suoi capi e i suoi membri sono stati liberati dalle prigioni in Egitto in cui erano rinchiusi.

### La campagna di terrore degli anni novanta
Mentre il gruppo islamista era stato in origine un movimento amorfo di movimenti locali, centrato sulle moschee, senza uffici o membri iscritti, dalla fine degli anni ottanta divenne maggiormente organizzato e "adottò anche un logo ufficiale: una spada dritta su un Corano aperto con un sole arancione che sorge sullo sfondo", circondato dal versetto coranico che ʿOmar ʿAbd al-Rahmān citerà al suo processo, mentre tenterà di spiegare il suo personale concetto di jihād ai giudici:
(Corano, II:193)
Questo divenne il motto ufficiale del gruppo."
Gli anni novanta videro la al-Jamaʿa al-Islamiyya impegnata in un'estesa campagna di violenze, dall'omicidio al tentato omicidio di noti scrittori e intellettuali, come pure in quello di turisti e stranieri. Ciò inferse duri colpi al settore economicamente più redditizio dell'Egitto (il turismo) e di conseguenza al governo, deprimendo al contempo il tenore di vita di gran parte della popolazione che dipende strettamente da turismo.
Le vittime delle campagne di terrore contro lo Stato egiziano dal 1992 al 1997 furono in tutto oltre 1200, ivi incluso il responsabile delle forze dell'anti-terrorismo, il maggior generale Raʿuf Khayrat, un presidente del parlamento (Rifa'at al-Mahgub), decine di turisti europei e cittadini egiziani, oltre a un numero superiore al centinaio di agenti di polizia egiziani.
L'uccisione nel 1991 del leader del gruppo ʿAlāʾ Muḥyi al-Dīn, presumibilmente ad opera delle forze di sicurezza, indusse al-Jamāʿa al-Islāmiyya ad assassinare il presidente del parlamento egiziano per ritorsione. Nel giugno del 1995, operando congiuntamente con la Jihad islamica egiziana, il gruppo progettò un accurato piano per assassinare il presidente Hosni Mubarak. L'azione fu affidata a Muṣṭafā Ḥamza, un componente egiziano veterano di al-Qāʿida e comandante della branca militare della al-Jamāʿa al-Islāmiyya. Mubārak scampò indenne all'attentato e la ritorsione statale si espresse con una massiccia e spietata azione contro l'organizzazione islamista e i loro familiari e amici in Egitto.

### Iniziativa non-violenta
Dal 1997 il movimento si paralizzò. 20.000 militanti finirono in carcere in Egitto e varie migliaia furono eliminati dalle forze di sicurezza. Nel luglio di quell'anno, l'avvocato islamista Montassir al-Zayyāt fece da intermediario per un dialogo tra al-Jamāʿa al-Islāmiyya e il governo egiziano, chiamato Iniziativa non-violenta, col quale il movimento rinunciò formalmente alla violenza. L'anno successivo il governo rilasciò 2.000 membri del gruppo islamico. Dopo che fu resa pubblica la dichiarazione, giunse una dichiarazione dello sceicco che approvava dalla sua cella carceraria negli USA quanto sottoscritto, sebbene egli più tardi vi ripensasse.
L'iniziativa creò una divisione fra il Gruppo Islamico in Egitto e quanti avrebbero voluto dall'estero che gli attacchi continuassero. A guidare l'opposizione fu Ayman al-Zawahiri che bollò come "resa" l'accordo in una sua furente lettera spedita al quotidiano londinese al-Sharq al-Awsat.

#### Attacco al Tempio di Hatshepsut
Zawāhirī incaricò Mustafa Hamza, nuovo "Emiro" del Gruppo Islamico e il suo leader militare, Rifa'i Ahmad Taha, entrambi in esilio in Afghanistan con lui, di sabotare l'iniziativa con un attacco terroristico massiccio che avrebbe dovuto provocare come risposta una dura repressione da parte del governo egiziano. Così il 17 novembre 1997 al-Jamāʿa al-Islāmiyya realizzò un massacro al Tempio di Hatshepsut (Deir el-Bahari) a Luxor, in cui una banda di 6 uomini, travestiti da poliziotti e armati di mitra colpirono a morte 58 turisti stranieri e 4 egiziani, proseguendo la loro azione con coltellacci. "L'uccisione durò 45 minuti, finché il pavimento fu inondato di sangue. Tra i morti vi furono un bambino britannico di 5 anni e quattro coppie di giapponesi in luna di miele". In tutto - compresi gli aggressori e le forze di polizia poi intervenute - i morti furono 71. L'attacco costituì un acuto shock per la società egiziana, colpendo l'industria turistica per vari anni, inducendo conseguentemente una larga parte della popolazione ad esprimersi negativamente nei confronti della violenza islamista in Egitto.
Il biasimo da parte degli egiziani e il rifiuto del terrore jihādista fu tanto completo che i sostenitori delle aggressioni islamiste fecero marcia indietro. Il giorno dopo l'attacco, Rifāʿī Ṭāḥā dichiarò che gli attaccanti volevano solo prendere in ostaggio i turisti, malgrado l'evidenza delle modalità del massacro inducessero subito a ben diverse conclusioni. Altri negarono radicalmente il loro coinvolgimento al movimento islamista. Con un ricorrente dietrologico modo di ragionare, lo sceicco ʿOmar ʿAbd al-Rahmān accusò gli israeliani del massacro mentre Zawāhirī (evidentemente non ben coordinato con lui) accusava per parte sua la polizia egiziana.
Quando Rifāʿī Ṭāḥā firmò la fatwā di al-Qāʿida, pomposamente definita "Il Fronte Islamico Internazionale per il Jihād contro gli ebrei e i Crociati" per sterminare Crociati ed ebrei per mano del Gruppo Islamico, egli fu "costretto a ritirare la sua firma" dalla fatwa, spiegando fiaccamente ai seguaci... che gli era stato solo chiesto nel corso di una telefonata di assicurare il suo sostegno al popolo iracheno".

#### Attacchi
Principali attacchi della al-Jamāʿa al-Islāmiyya:
- 17 novembre 1997 – Massacro di Luxor a Deir el-Bahri, Luxor, Egitto. 58 turisti stranieri e 4 egiziani trucidati.
- 28 aprile 1996 – Attentato contro l'Europa Hotel del Cairo. 18 turisti greci uccisi, scambiati grossolanamente per ebrei.[22]
- 19 novembre 1995 – Attacco con un'autovettura imbottita di esplosivo contro l'Ambasciata egiziana a Islamabad, Pakistan. 16 persone uccise.
- 20 ottobre 1995 – Attacco con un'autovettura esplosiva contro la stazione di polizia di Fiume, Croazia.
- 26 giugno 1995 – tentativo di assassinio del presidente egiziano Hosni Mubarak ad Addis Abeba, Etiopia.
- 8 giugno 1992 – assassinio del giornalista egiziano Farag Foda.

Il Gruppo fu anche responsabile per una serie di attentati perpetrati ai danni di turisti (treni e navi da crociera) fatti segno a colpi d'arma da fuoco nel Medio e Alto Egitto durante gli anni novanta. Come conseguenza di questi attacchi, le navi da crociera cessarono di navigare tra Il Cairo e Luxor per numerosi anni prima di riprendervi regolarmente le crociere.

### Rinuncia al terrore
Dopo aver trascorso più di venti anni in carcere e dopo un intenso dibattito e discussione con i dotti di al-Azhar, la maggior parte dei leader di al-Jamāʿa al-Islāmiyya scrissero numerosi libri in cui rinunciavano alla lotta armata e all'ideologia della violenza e alcuni di costoro giunsero a definire "martire" l'antico presidente egiziano Anwar al-Sadat, che essi stessi avevano assassinato.
Al-Jamāʿa al-Islāmiyya rinunciò alle azioni di sangue nel 2003, e nel mese di settembre l'Egitto liberò allora più di 1.000 dei loro membri, ricordando quello che il ministro degli Interni Ḥabīb al-ʿAdlī aveva definito come "impegno al ripudio della violenza" da parte del Gruppo.
Le dure misure repressive del governo egiziano e l'impopolarità dell'uccisione dei turisti stranieri avevano fatto nettamente scemare la "popolarità" del Gruppo negli anni più prossimi all'impegno anzidetto, anche se il movimento islamista rimane popolare per quanto riguarda la sua lotta contro i processi di secolarizzazione della società egiziana e la sottoscrizione del trattato di pace con Israele.
Nell'aprile del 2006 il governo egiziano ha rilasciato dalla prigione circa 1.200 ulteriori membri del Gruppo, incluso il suo fondatore, Nājah Ibrāhīm.

### Sulla pretesa alleanza nel 2006 con al-Qāʿida
L'allora numero due di al-Qāʿida Ayman al-Zawahiri annunciò una nuova alleanza con la al-Jamāʿa al-Islāmiyya, in un video mandato su Internet il 5 agosto del 2006. Zawāhirī disse: "Diamo buone nuove alla Nazione Islamica circa l'unione ad al-Qāʿida di una grande fazione di cavalieri della al-Jamāʿa al-Islāmiyya", e il filmato chiedeva aiuto per "radunare le capacità delle nazioni islamiche in ranghi unificati per fronteggiare la più aspra campagna crociata contro l'Islam nella sua storia". Un leader della Jamāʿa, Mohammad Hasan Khalil al-Hakim (Muhammad al-Ḥukayma), apparve in video e confermò l'autenticità del filmato. Tuttavia, al-Ḥukayma disse anche che alcuni membri della Jamāʿa avevano disertato dal violento ciclo storico in atto e che alcuni rappresentanti della Jamāʿa avevano negato di aver unito le proprie forze a quelle della rete internazionale di al-Qāʿida. Lo sceicco ʿAbd al-Akhir Ḥammād, ex leader della Jamāʿaa dichiarato ad al-Jazeera: "Se [alcun]i fratelli ... hanno raggiunto [al-Qāʿida], ciò è la loro personale scelta e io non credo che la maggioranza dei membri di al-Jamāʿa al-Islāmiyya condividano la medesima opinione".